# Gibraltári repülőtér

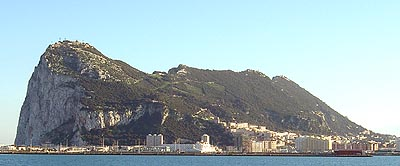
A gibraltári szikla látképe északnyugati irányból, La Línea de la Concepción városka felől nézve

Az 1939-ben megnyitott Gibraltári repülőtér (IATA: GIB, ICAO: LXGB) nemzetközi repülőtér, az Ibériai-félsziget déli csücskén fekvő, az Egyesült Királysághoz tartozó Gibraltár egyetlen repülőtere. A brit Védelmi Minisztérium birtokolja, üzemeltetője a gibraltári kormány. A repülőteret kereskedelmi célokra használják; jelenleg mindössze az Egyesült Királyságba és Marokkóba indulnak innen menetrend szerinti járatok. Az utasok számára egyetlen terminál áll rendelkezésre.
Ez a repülőtér esik a világon a legközelebb ahhoz a városhoz, amit kiszolgál; csak 500 méterre fekszik Gibraltár központjától. Érdekessége, hogy a közúti forgalomnak szintbeli kereszteződése van a repülőtérrel, a Gibraltárba behajtani szándékozó gépkocsikkal a repülőgépek számára elsőbbséget kell adni. 2004-ben 314 375 utas használta ezt a repülőteret, és 380 tonna rakományt kezeltek itt. A gibraltári repülőtér egyike a néhány A osztályú repülőtérnek a világon.
A repülőtéren való leszállás veszélyessége nem csak a rendszeres ködképződésből adódik, hanem a Gibraltári szikla által keltett légörvényekből is, amik kiszámíthatatlan erősségű és irányú széllökésekkel taszigálják a repülőgépet leszállás közben.
A repülőteret a History Channel televíziós csatorna a „3. legveszélyesebb repülőtér” címmel ruházta fel 2010-es Most Extreme Airports című dokumentumfilmjében.

## Légitársaságok és úticélok
2023-ban a Gibraltári repülőtérről az alábbi járatok indulnak:
| Légitársaság    | Célállomások                        |
| --------------- | ----------------------------------- |
| British Airways | London–Heathrow                     |
| easyJet         | Bristol, London–Gatwick, Manchester |